# هوغو مورايس
هوغو مورايس (بالبرتغالية: Hugo Eduardo dos Santos Morais‏) (12 فبراير 1978 بلشبونة في البرتغال - ) هو لاعب كرة قدم برتغالي في مركز الوسط. لعب مع نادي أكاديميكا كويمبرا ونادي أونياو دا ماديرا ونادي ليتشويس ونادي ماريتيمو ونادي ديبورتيفو داس أيفيس وأتلتيكو كاسا بيا ونادي بايرنسيه ونادي قلمرية المتحد وC.S. Marítimo B ‏ وC.F. Benfica ‏ ونادي كامتشا ‏.

## وصلات خارجية
- هوغو مورايس على موقع قاعدة بيانات كرة القدم.إي يو (الإنجليزية)
- هوغو مورايس على موقع Soccerway.com (الإنجليزية)
- هوغو مورايس على موقع عالم كرة القدم.نت (الإنجليزية)